# Ситроен
Ситроен (Citroën) е френски производител на автомобили, основан през 1919 от Андре Ситроен. Първоначално производител на непретенциозни масови коли, компанията Ситроен става известна през 1934 с модела Citroën Traction Avant, първият серийно произвеждан автомобил с предно задвижване.

## История

### Началото
Андре Ситроен е роден в Париж на 5 февруари 1878 г. в семейството на Леви Ситроен, търговец на диаманти от холандски и еврейски произход, и Амали Клейман, еврейка от полски произход. Андре е най-малкото от пет деца. Баща му почива през 1884 г., майка му умира през 1899 г., а брат му Бернар умира през 1914 г. в окопите на Първата световна война. През 1919 г. Ситроен започва да строи моторни автомобили по своите работи Явел. Той използва дотогава неизвестни (в Европа) техники за масово производство, заимствани от Хенри Форд в САЩ и в рамките на една година произвежда 100 автомобила на ден.
През 1919 е произведен първият модел Тип А. Снабден с 4-цилиндров двигател с капацитет 1326 cm³, достигайки максимална скорост от 65 km/h. От 1921 г. по улиците на Париж се появяват първите таксита на Ситроен.
От 17 декември 1922 г. до 7 януари 1923 г. експедиция Ситроен прекосява пустинята Сахара за първи път от Алжир до Тимбукту с полуверижен автомобил.
От началото на 1932 г. автомобилите – C4 и C6 са оборудвани с двигател „Плаваща мощност“, който е монтиран по нов начин, използвайки патент на Крайслер. От 1929 до 1933 г., компанията е в изключително трудно финансово положение, поради Световната финансова криза по онова време. Френската компания Мишлен оказва финансова подкрепа на автомобилния производител. Автомобилната компания се превръща в четвъртия в света автомобилен производител.
В края на 30-те години на ХХ век е представен революционият модел Traction Avant Type „7“ – автомобил, коренно различен във всички отношения от другите автомобили по онова време: самоносещо шаси, предно задвижване, окачване на торсионна лента, динамични характеристики. През 1930 година е представен автобусът CP. През 1934 г. са построени около дванадесет от известните 8-цилиндрови прототипи с предно задвижване – „22CV“. Нито един от тези екземпляри не е оцелял до днес, не са стигнали и до серийно производство. Разработката на Traction Avant води до това, че на 21 декември 1934 г. автомобилното дружеството фалира. Андре Ситроен продължава до края на дните си като беден човек и почива на 3 юли 1935 г. Компанията продължава да произвежда автомобили под ръководството на Мишлен. По време на Втората световна война, производителят спира да произвежда автомобили. През 1948 г. е представен Ситроен 2CV, който става един от най-продаваните автомобили на марката. Седем години по-късно е представена легендата Traction Avant, познат по-късно като DS. В периода 1940 – 1944 за САЩ се изнесени повече от 41 000 автомобила.

### Ново десетилетие
След няколко години компанията представя собствена иновативна хидравлична система. Принципите на хидравликата присъстват в автомобилния дизайн, тъй като първата спирачна система разпределя налягането на всяко колело чрез компресиране на течност, а не чрез изтегляне на кабели или механични връзки. Моделът 2CV достига продажби над 8,8 милиона екземпляра. През 1960-те компанията си партнира с Пежо и НСУ. Ситроен закупава италианския производител на спортни автомобили Мазерати през 1968 година, няколко години по-късно италианският производител е притежание на друга компания. През декември 1974 г. Peugeot SA придобива 38,2% дял от Citroën и на 9 април 1976 г. те увеличават дела си на тогава фалиралата компания до 89,95%, като по този начин създават ПСА Group (PSA Peugeot Citroën).

## Призове

### Европейски автомобил на годината
- 1971 – Ситроен GS
- 1975 – Ситроен CX
- 1990 – Ситроен XM

## Спорт

### Световен рали шампионат
Френският производител от 1959 г. участва активно в този спорт.
- Ситроен DS – първи рали автомобил

## Прототипи
Автомобилният производител винаги е съчетавал екстравагантен дизайн с иновативни технологии.
- Ситроен Забрус
- Ситроен С60
- Ситроен 285
- Ситроен TPV
- Ситроен Тубик
- Ситроен M35 и GS Birotor